# Zemljopis Bosne i Hercegovine
Bosna i Hercegovina je smještena na jugoistoku Europe, na zapadnom dijelu Balkanskog poluotoka. Ukupna površina zemlje je 51.129 km². Najdužu granicu ima s Hrvatskom na sjeveru, sjeverozapadu i jugu koja iznosi 932 km, na istoku i sjeveroistoku ima 312 km granice sa Srbijom, a na istoku i jugoistoku ima 215 km dugu granicu s Crnom Gorom. Na jugu Bosne i Hercegovine, općina Neum izlazi na Jadransko more u dužini od 21 km. Granice Bosne i Hercegovine su uglavnom prirodne i čine ih rijeke Drina, Sava, i Una.

## Zemljopisne cjeline
Bosna i Hercegovina sastoji se od dvije zemljopisne i povijesne cjeline: većeg bosanskog dijela na sjeveru (oko 42.000 km²) i manjeg hecegovačkog na jugu. Bosna je mahom planinska zemlja, a isto se odnosi i na Hercegovinu, a razlike se uglavnom odnose na karakteristike tla.
| Krajnje zemljopisne koordinate BiH |                             |                            |                 |               |
| smjer                              | sjeverna zemljopisna širina | istočna zemljopisna dužina | općina          | naselje       |
| sjever                             | 45° 16' 30"                 | 16° 55' 56"                | Bosanska Dubica | Gradina Donja |
| jug                                | 42° 33' 00"                 | 18° 32' 24"                | Trebinje        | Podštirovnik  |
| istok                              | 44° 03' 00"                 | 19° 37' 41"                | Bratunac        | Žlijebac      |
| zapad                              | 44° 49' 30"                 | 15° 44' 00"                | Bihać           | Bugar         |

## Planine i nizine
Bosna i Hercegovina je većinom planinska država s karakterističnim visoravnima i kršnim poljima (Livanjsko, Glamočko i Duvanjsko) i neprohodnim šumama (npr. posljednja europska prašuma Perućica), te trenutak užim, trenutak širim riječnim dolinama i kotlinama. Na jugozapadu se nalazi visoko Dinarsko gorje te je njime odvojena od Hrvatske, a dinarski dijelovi Bosne prostiru se od zapada prema istoku. Najviši vrh Bosne i Hercegovine je planina Maglić (2386 m), dok najniži dio zemlje je pored mora. Na sjeveru se planinski prostor spušta s mnogim brežuljcima postupno se pretvarajući u prostranu nizinu, plodnu i gospodarski značajnu bosansku Posavinu koja je dio Panonske nizine. Značajna su i polja, odnosno zaravni, koje se pružaju duž najvećih bosanskih rijeka (Una, Vrbas, Bosna, Drina), od juga prema sjeveru, odnosno u slučaju Neretve od sjevera prema jugu. Hercegovinu čine planinska (visoka) i jadranska (niska) Hercegovina, koja užim pojasom između Neuma i poluotoka Klek izbija i na Jadransko more.

### Najviše planine
| Vrh           | Planina    | Visina |
| Maglić        | Maglić     | 2386 m |
| Volujak       | Volujak    | 2336 m |
| Pločno        | Čvrsnica   | 2228 m |
| Nadkrstac     | Vranica    | 2112 m |
| Ločika        | Vranica    | 2107 m |
| Zelena Glava  | Prenj      | 2103 m |
| Đokin Toranj  | Treskavica | 2086 m |
| Veliki Vran   | Vran       | 2074 m |
| Bjelašnica    | Bjelašnica | 2066 m |
| Velika Lelija | Lelija     | 2032 m |
| Bregoč        | Zelengora  | 2014 m |
| Cincar        | Cincar     | 2005 m |

## Rijeke i jezera
Glavne rijeke su Sava na granici s Hrvatskom i Drina na granici sa Srbijom. U Savu utječu brojne rijeke i rječice, od kojih su najpoznatije Una, Vrbas, Bosna i Drina, koje se probijaju kroz tijesne klance u planinskom dijelu države. Neretva je najvažnija rijeka u Hercegovini, a utječe u Jadransko more. Najduža rijeka (koja ne teče prema drugim državama) je Bosna. U umjetna (akumulacijska) jezera u BiH uvrštavaju se Buško jezero, Bilećko jezero, Jablaničko jezero, Ramsko jezero itd. Od svih bosanskohercegovačkih jezera najveće je Buško jezero.
U riječna jezera spada Plivsko jezero.

### Najduže rijeke
| Drina       | 346 km       |
| Sava        | 330 km (945) |
| Neretva     | 218 km       |
| Trebišnjica | 96 km        |
| Una         | 214 km       |
| Bosna       | 271 km       |
| Sana        | 140 km       |
| Vrbas       | 240 km       |
| Usora       | 77 km        |
| Vrbanja     | 70 km        |
| Prača       | 57 km        |
| Spreča      | 112 km       |
| Ukrina      | 53 km        |
| Krivaja     | 65 km        |
| Janja       | 53 km        |

- Popis rijeka u BiH

### Jezera
| Jezera u BiH     |                |                  |                |                          |
| jezero           | površina u km2 | nadmorska visina | najveća dubina | općina                   |
| Buško            | 55,8           | 716,5            | 17,3           | Tomislavgrad, Livno      |
| Blidinje         | 3,2            | 1180             | 4,5            | Tomislavgrad, Posušje    |
| Boračko          | 0,3            | 402              | 17,1           | Konjic                   |
| Jablaničko       | 13,3           | 270              | 70,0           | Jablanica, Konjic        |
| Modrac           | 17,1           | 200              | 17,0           | Tuzla, Lukavac, Živinice |
| Plivsko (veliko) | 1,148          | 424              | 36,2           | Jajce                    |
| Ramsko           | 15,3           | 595              | -              | Prozor-Rama              |

## Klima
Klima Bosne i Hercegovine je umjereno kontinentalna s toplim ljetima i hladnim zimama koja je ponegdje ublažena utjecajem mora. Područja s velikom nadmorskom visinom imaju kratka hladna ljeta i duge oštre zime. Primorje u području Neuma i južna Hercegovina ima blage kišovite zime i vruća ljeta.  

## Gospodarske aktivnosti
13.60% površine Bosne i Hercegovine je plodna zemlja a 2.96% zemlje se upotrebljava za poljoprivredu, dok 83.44% zemlje je za ostalo. Neki prirodni resursi Bosne i Hercegovine su ugljen, željezo, boksit, mangan, drvo, bakar, krom, cink, i voda (hidroelektrane). Rijetki zemljotresi su jedina ozbiljna prirodna opasnost u Bosni i Hercegovini. Među najvažnijih problema s prirodom su onečišćenje zraka iz tvornica te krčenje šuma.

## Naselja
Glavni grad zemlje je Sarajevo, a od većih gradova valja izdvojiti: Banju Luku, Tuzlu, Mostar, Zenicu, Bihać, Prijedor, Brčko, Travnik, Trebinje i Livno.